# V (Suspekt-album)
 For alternative betydninger, se V (flertydig). (Se også artikler, som begynder med V)
V er det femte album fra den danske rapgruppe Suspekt, som blev udgivet 8. september 2014 på Tabu Records og Universal Music. Det er produceret af Rune Rask og Jonas Vestergaard. Albummet opnåede en førsteplads på den danske hitliste og solgte guld.

## Spor
| 1.    | "Jazzmælk (Til Alle Mine Piger)" | Andreas Bai Duelund, Emil Simonsen | Rune Rask, Jonas Vestergaard | 4:11 |
| 2.    | "Søn Af En Pistol"               | Duelund, Simonsen                  | Rask, Vestergaard            | 5:19 |
| 3.    | "S.U.S.P.E.K.T."                 | Duelund, Simonsen                  | Rask, Vestergaard            | 2:58 |
| 4.    | "Hvor Fuck Er Mit Jernrør"       | Duelund, Simonsen                  | Rask, Vestergaard            | 4:19 |
| 5.    | "Fransk"                         | Duelund, Simonsen                  | Rask, Vestergaard            | 2:32 |
| 6.    | "Bollede Hende I Går"            | Duelund, Simonsen                  | Rask, Vestergaard            | 3:49 |
| 7.    | "Vogn Ninnerfyre Pt. 49"         | Duelund, Simonsen                  | Rask, Vestergaard            | 3:51 |
| 8.    | "Pacific Palisades"              | Duelund, Simonsen                  | Rask, Vestergaard            | 5:17 |
| 9.    | "Svulstig"                       | Duelund, Simonsen                  | Rask, Vestergaard            | 2:26 |
| 10.   | "Danmark" (med Jooks)            | Duelund, Simonsen, Jooks           | Rask, Vestergaard            | 3:58 |
| 11.   | "Åndsvag" (med Jooks)            | Duelund, Simonsen, Jooks           | Rask, Vestergaard            | 4:33 |
| 12.   | "Hun Er På Mig"                  | Duelund, Simonsen                  | Rask, Vestergaard            | 3:47 |
| 13.   | "Problemer"                      | Duelund, Simonsen                  | Rask, Vestergaard            | 4:09 |
| 14.   | "Knepper Dig Til Techno"         | Duelund, Simonsen                  | Rask, Vestergaard            | 3:26 |
| 15.   | "Tusindsårsfalken"               | Duelund, Simonsen                  | Rask, Vestergaard            | 2:39 |
| 16.   | "Sovset Ind I Livet"             | Duelund, Simonsen                  | Rask, Vestergaard            | 4:19 |
| 58:13 |                                  |                                    |                              |      |